# Khách sạn vương giả
Khách sạn vương giả (Hangul: 킹더랜드, tiếng Anh: King the Land) là một bộ phim truyền hình Hàn Quốc với sự tham gia của Lee Jun-ho và Im Yoon-ah. Phim được phát sóng trên JTBC từ ngày 17 tháng 6 đến ngày 6 tháng 8 năm 2023, lúc 22:30 (KST) thứ Bảy và Chủ Nhật hàng tuần với 16 tập. Bộ phim cũng có sẵn để phát trực tuyến trên TVING ở Hàn Quốc và trên Netflix ở các khu vực được chọn (trong đó có Việt Nam).

## Tóm tắt
Khách sạn vương giả kể một câu chuyện về Goo Won (Lee Jun-ho), người thừa kế của The King Group, một tập đoàn khách sạn sang trọng, người bị rơi vào một cuộc chiến thừa kế, và Cheon Sa-rang (Im Yoon-ah), một nữ nhân viên khách sạn luôn nở nụ cười trên môi cho đến khi gặp Goo Won.

## Dàn diễn viên

### Chính
- Lee Jun-ho vai Goo Won[9]

Người thừa kế kiêm tổng giám đốc khách sạn King.
- Im Yoon-ah vai Cheon Sa-rang[9]

Chủ khách sạn và là "nữ hoàng nụ cười" của King Hotel.

### Phụ

#### Những người xung quanh Goo Won
- Son Byong-ho vai Goo Il-hoon[10]

Bố của Goo Won và chủ tịch của King Group.
- Nam Gi-ae vai Han Mi-so[10]

Mẹ của Goo Won.
- Kim Seon-young vai Goo Hwa-ran[11]

Chị gái cùng cha khác mẹ của Goo Won và là con gái cả của King Group.
- Ahn Se-ha vai Noh Sang-sik[12]

Bạn và thư ký của Goo Won.

#### Những người xung quanh Cheon Sa-rang
- Go Won-hee vai Oh Pyung-hwa[13]

Bạn thân nhất của Sa-rang là tiếp viên hàng không của King Air.
- Kim Ga-eun vai Kang Da-eul[14]

Bạn của Sa-rang và một người mẹ đang đi làm, cũng là "vua bán hàng" của Alanga, một cửa hàng miễn thuế trực thuộc King Group.
- Kim Young-ok vai Cha Soon-hee[15]

Bà của Sa-rang.

#### Nhân viên tại King Group
- Kim Jae-won as Lee Ro-woon[12]

Một tiếp viên hàng không của King Air.
- Gong Ye-ji as Kim Soo-mi[16]

Quản lý bộ phận tiền sảnh của King Hotel.
- Kim Jung-min as Jeon Min-seo[16]

Quản lý của King the Land, Phòng chờ VVIP của King Hotel.
- Choi Ji-hyun as Ha-na[16]

Một thành viên của đội King the Land.
- Kim Chae-yun as Doo-ri[16]

Một thành viên của đội King the Land.
- Lee Ho-seok as Se-ho[16]

Một thành viên của đội King the Land.
- Lee Ji-hye as Do Ra-hee[16]

Người giám sát của Alanga, King Group Fashion.

#### Nhân vật khác
- Choi Tae-hwan vai Seo Chung-jae[17]

Chồng của Da-eul.
- Lee Ye-joo vai Seo Cho-rong[17]

Con gái duy nhất của Da-eul.
- Jo Won-jo vai Professor Yoon[17]

Chồng của Hwa-ran.
- Kim Dong-ha vai Yoon Ji-hoo[17]

Con trai của Hwa-ran.

### Mở rộng
- Ahn Woo-yeon vai Gong Yoo-nam[18]

Bạn trai cũ của Sa-rang.

### Sự xuất hiện đặc biệt
- Kim Sung-eun trong vai tiếp viên trưởng trên chuyến bay của King Air (Tập 1)[19]
- Lee Hye-sung trong vai người phỏng vấn nhân viên khách sạn mới (Tập 1)[20]
- Kang Ki-doong vai Choi Tae-man (Tập 1)[21]
- Jin Seon-kyu trong vai viên cảnh sát (Tập 4)[22]
- Anupam Tripathi trong vai Hoàng tử Samir (Tập 7–8)[23]

## Nhạc phim

### Phần 1
| Phát hành vào ngày 18 tháng 6 năm 2023 | Phát hành vào ngày 18 tháng 6 năm 2023 | Phát hành vào ngày 18 tháng 6 năm 2023 | Phát hành vào ngày 18 tháng 6 năm 2023 | Phát hành vào ngày 18 tháng 6 năm 2023 | Phát hành vào ngày 18 tháng 6 năm 2023 |
| STT                                    | Nhan đề                                | Phổ lời                                | Phổ nhạc                               | Nghệ sĩ                                | Thời lượng                             |
| -------------------------------------- | -------------------------------------- | -------------------------------------- | -------------------------------------- | -------------------------------------- | -------------------------------------- |
| 1.                                     | "Yellow Light"                         | Humbler Kim Ah-hyun Lee Chang-woo      | Humbler Kim Ah-hyun Lee Chang-woo      | Gaho                                   | 3:30                                   |
| 2.                                     | "Yellow Light" (Nc.)                   |                                        | Humbler Kim Ah-hyun Lee Chang-woo      |                                        | 3:30                                   |
| Tổng thời lượng:                       | Tổng thời lượng:                       | Tổng thời lượng:                       | Tổng thời lượng:                       | Tổng thời lượng:                       | 7:00                                   |

### Phần 2
| Phát hành vào ngày 25 tháng 6 năm 2023 | Phát hành vào ngày 25 tháng 6 năm 2023 | Phát hành vào ngày 25 tháng 6 năm 2023 | Phát hành vào ngày 25 tháng 6 năm 2023 | Phát hành vào ngày 25 tháng 6 năm 2023 | Phát hành vào ngày 25 tháng 6 năm 2023 |
| STT                                    | Nhan đề                                | Phổ lời                                | Phổ nhạc                               | Nghệ sĩ                                | Thời lượng                             |
| -------------------------------------- | -------------------------------------- | -------------------------------------- | -------------------------------------- | -------------------------------------- | -------------------------------------- |
| 1.                                     | "Confess To You"                       | Park Jeong-jun Naiv                    | Park Jeong-jun Naiv                    | Lim Kim                                | 3:08                                   |
| 2.                                     | "Confess To You" (Nc.)                 |                                        | Park Jeong-jun Naiv                    |                                        | 3:08                                   |
| Tổng thời lượng:                       | Tổng thời lượng:                       | Tổng thời lượng:                       | Tổng thời lượng:                       | Tổng thời lượng:                       | 6:16                                   |

### Phần 3
| Phát hành vào ngày 2 tháng 7 năm 2023 | Phát hành vào ngày 2 tháng 7 năm 2023 | Phát hành vào ngày 2 tháng 7 năm 2023 | Phát hành vào ngày 2 tháng 7 năm 2023 | Phát hành vào ngày 2 tháng 7 năm 2023 | Phát hành vào ngày 2 tháng 7 năm 2023 |
| STT                                   | Nhan đề                               | Phổ lời                               | Phổ nhạc                              | Nghệ sĩ                               | Thời lượng                            |
| ------------------------------------- | ------------------------------------- | ------------------------------------- | ------------------------------------- | ------------------------------------- | ------------------------------------- |
| 1.                                    | "Get To You" (너에게 닿을게)          | Kim Ah-hyun Humbler                   | Humbler                               | Jung Seung-hwan                       | 3:27                                  |
| 2.                                    | "Get To You" (너에게 닿을게; Nc.)     |                                       | Humbler                               |                                       | 3:27                                  |
| Tổng thời lượng:                      | Tổng thời lượng:                      | Tổng thời lượng:                      | Tổng thời lượng:                      | Tổng thời lượng:                      | 6:54                                  |

### Phần 4
| Phát hành vào ngày 8 tháng 7 năm 2023 | Phát hành vào ngày 8 tháng 7 năm 2023 | Phát hành vào ngày 8 tháng 7 năm 2023 | Phát hành vào ngày 8 tháng 7 năm 2023 | Phát hành vào ngày 8 tháng 7 năm 2023 | Phát hành vào ngày 8 tháng 7 năm 2023 |
| STT                                   | Nhan đề                               | Phổ lời                               | Phổ nhạc                              | Nghệ sĩ                               | Thời lượng                            |
| ------------------------------------- | ------------------------------------- | ------------------------------------- | ------------------------------------- | ------------------------------------- | ------------------------------------- |
| 1.                                    | "Dive"                                | LuckyClover (Avec)                    | LuckyClover (Avec)                    | Kim Woo-jin                           | 3:39                                  |
| 2.                                    | "Dive" (Nc.)                          |                                       | LuckyClover (Avec)                    |                                       | 3:39                                  |
| Tổng thời lượng:                      | Tổng thời lượng:                      | Tổng thời lượng:                      | Tổng thời lượng:                      | Tổng thời lượng:                      | 7:18                                  |

### Phần 5
| Phát hành vào ngày 9 tháng 7 năm 2023 | Phát hành vào ngày 9 tháng 7 năm 2023 | Phát hành vào ngày 9 tháng 7 năm 2023 | Phát hành vào ngày 9 tháng 7 năm 2023 | Phát hành vào ngày 9 tháng 7 năm 2023 | Phát hành vào ngày 9 tháng 7 năm 2023 |
| STT                                   | Nhan đề                               | Phổ lời                               | Phổ nhạc                              | Nghệ sĩ                               | Thời lượng                            |
| ------------------------------------- | ------------------------------------- | ------------------------------------- | ------------------------------------- | ------------------------------------- | ------------------------------------- |
| 1.                                    | "Keep Me Busy"                        | Sarah.J Glody                         | Sarah.J Kim Min-cheol Earn Glody      | Punch                                 | 3:32                                  |
| 2.                                    | "Keep Me Busy" (Nc.)                  |                                       | Sarah.J Kim Min-cheol Earn Glody      |                                       | 3:32                                  |
| Tổng thời lượng:                      | Tổng thời lượng:                      | Tổng thời lượng:                      | Tổng thời lượng:                      | Tổng thời lượng:                      | 7:04                                  |

### Phần 6
| Phát hành vào ngày 15 tháng 7 năm 2023 | Phát hành vào ngày 15 tháng 7 năm 2023 | Phát hành vào ngày 15 tháng 7 năm 2023 | Phát hành vào ngày 15 tháng 7 năm 2023 | Phát hành vào ngày 15 tháng 7 năm 2023 | Phát hành vào ngày 15 tháng 7 năm 2023 |
| STT                                    | Nhan đề                                | Phổ lời                                | Phổ nhạc                               | Nghệ sĩ                                | Thời lượng                             |
| -------------------------------------- | -------------------------------------- | -------------------------------------- | -------------------------------------- | -------------------------------------- | -------------------------------------- |
| 1.                                     | "You Are My" (그대는 나의)             | Lee Da-hee                             | Lee Da-hee                             | Hynn                                   | 3:02                                   |
| 2.                                     | "You Are My" (그대는 나의; Nc.)        |                                        | Lee Da-hee                             |                                        | 3:02                                   |
| Tổng thời lượng:                       | Tổng thời lượng:                       | Tổng thời lượng:                       | Tổng thời lượng:                       | Tổng thời lượng:                       | 6:04                                   |

### Phần 7
| Phát hành vào ngày 16 tháng 7 năm 2023 | Phát hành vào ngày 16 tháng 7 năm 2023 | Phát hành vào ngày 16 tháng 7 năm 2023 | Phát hành vào ngày 16 tháng 7 năm 2023 | Phát hành vào ngày 16 tháng 7 năm 2023 | Phát hành vào ngày 16 tháng 7 năm 2023 |
| STT                                    | Nhan đề                                | Phổ lời                                | Phổ nhạc                               | Nghệ sĩ                                | Thời lượng                             |
| -------------------------------------- | -------------------------------------- | -------------------------------------- | -------------------------------------- | -------------------------------------- | -------------------------------------- |
| 1.                                     | "Fall in Love"                         | Yoda Charles                           | Kim Se-jin Hyunki                      | Jeong Se-woon                          | 3:28                                   |
| 2.                                     | "Fall in Love" (Nc.)                   |                                        | Kim Se-jin Hyunki                      |                                        | 3:28                                   |
| Tổng thời lượng:                       | Tổng thời lượng:                       | Tổng thời lượng:                       | Tổng thời lượng:                       | Tổng thời lượng:                       | 6:56                                   |

### Phần 8
| Phát hành vào ngày 23 tháng 7 năm 2023 | Phát hành vào ngày 23 tháng 7 năm 2023 | Phát hành vào ngày 23 tháng 7 năm 2023 | Phát hành vào ngày 23 tháng 7 năm 2023 | Phát hành vào ngày 23 tháng 7 năm 2023 | Phát hành vào ngày 23 tháng 7 năm 2023 |
| STT                                    | Nhan đề                                | Phổ lời                                | Phổ nhạc                               | Nghệ sĩ                                | Thời lượng                             |
| -------------------------------------- | -------------------------------------- | -------------------------------------- | -------------------------------------- | -------------------------------------- | -------------------------------------- |
| 1.                                     | "Perhaps Love" (사랑인걸까)            | Kim Yeong-seong Seo Jae-ha             | Kim Yeong-seong Seo Jae-ha             | Minseo                                 | 3:54                                   |
| 2.                                     | "Perhaps Love" (사랑인걸까; Nc.)       |                                        | Kim Yeong-seong Seo Jae-ha             |                                        | 3:54                                   |
| Tổng thời lượng:                       | Tổng thời lượng:                       | Tổng thời lượng:                       | Tổng thời lượng:                       | Tổng thời lượng:                       | 7:48                                   |

### Phần 9
| Phát hành vào ngày 30 tháng 7 năm 2023 | Phát hành vào ngày 30 tháng 7 năm 2023 | Phát hành vào ngày 30 tháng 7 năm 2023 | Phát hành vào ngày 30 tháng 7 năm 2023 | Phát hành vào ngày 30 tháng 7 năm 2023 | Phát hành vào ngày 30 tháng 7 năm 2023 |
| STT                                    | Nhan đề                                | Phổ lời                                | Phổ nhạc                               | Nghệ sĩ                                | Thời lượng                             |
| -------------------------------------- | -------------------------------------- | -------------------------------------- | -------------------------------------- | -------------------------------------- | -------------------------------------- |
| 1.                                     | "Everyday With You"                    | Park Ho-kyung                          | Park Ho-kyung Baek Chang-jae           | Kyoungseo                              | 2:50                                   |
| 2.                                     | "Everyday With You" (Nc.)              |                                        | Park Ho-kyung Baek Chang-jae           |                                        | 2:50                                   |
| Tổng thời lượng:                       | Tổng thời lượng:                       | Tổng thời lượng:                       | Tổng thời lượng:                       | Tổng thời lượng:                       | 5:40                                   |

## Đón nhận

### Tỷ suất người xem
| Mùa | Mùa | Số tập | Số tập | Số tập | Số tập | Số tập | Số tập | Số tập | Số tập | Số tập | Số tập | Số tập | Số tập | Số tập | Số tập | Số tập | Số tập | Trung bình |
| Mùa | Mùa | 1      | 2      | 3      | 4      | 5      | 6      | 7      | 8      | 9      | 10     | 11     | 12     | 13     | 14     | 15     | 16     | Trung bình |
| --- | --- | ------ | ------ | ------ | ------ | ------ | ------ | ------ | ------ | ------ | ------ | ------ | ------ | ------ | ------ | ------ | ------ | ---------- |
|     | 1   | 1.119  | 1.835  | 2.039  | 2.331  | 2.273  | 2.909  | 2.521  | 2.985  | 2.571  | 2.616  | 2.179  | 2.588  | 2.318  | 2.496  | 2.777  | 3.404  | 2.435      |

| Tập phim | Ngày phát sóng ban đầu | Tỷ lệ khán giả trung bình (Nielsen Korea) | Tỷ lệ khán giả trung bình (Nielsen Korea) |
| Tập phim | Ngày phát sóng ban đầu | Toàn quốc                                 | Seoul                                     |
| --- | ---------------------- | ----------------------------------------- | ----------------------------------------- |
| 1 | 17 tháng 6 năm 2023    | 5.075% (hạng 1)                           | 5.344% (hạng 1)                           |
| 2 | 18 tháng 6 năm 2023    | 7.544% (hạng 1)                           | 8.255% (hạng 1)                           |
| 3 | 24 tháng 6 năm 2023    | 9.145% (hạng 1)                           | 10.671% (hạng 1)                          |
| 4 | 25 tháng 6 năm 2023    | 9.645% (hạng 1)                           | 10.003% (hạng 1)                          |
| 5 | 1 tháng 7 năm 2023     | 9.672% (hạng 1)                           | 10.590% (hạng 1)                          |
| 6 | 2 tháng 7 năm 2023     | 12.017% (hạng 1)                          | 12.607% (hạng 1)                          |
| 7 | 8 tháng 7 năm 2023     | 10.607% (hạng 1)                          | 11.496% (hạng 1)                          |
| 8 | 9 tháng 7 năm 2023     | 12.317% (hạng 1)                          | 13.427% (hạng 1)                          |
| 9 | 15 tháng 7 năm 2023    | 10.196% (hạng 1)                          | 11.174% (hạng 1)                          |
| 10 | 16 tháng 7 năm 2023    | 11.303% (hạng 1)                          | 12.351% (hạng 1)                          |
| 11 | 22 tháng 7 năm 2023    | 9.003% (hạng 1)                           | 10.062% (hạng 1)                          |
| 12 | 23 tháng 7 năm 2023    | 10.977% (hạng 1)                          | 11.552% (hạng 1)                          |
| 13 | 29 tháng 7 năm 2023    | 9.388% (hạng 1)                           | 9.506% (hạng 1)                           |
| 14 | 30 tháng 7 năm 2023    | 10.651% (hạng 1)                          | 10.965% (hạng 1)                          |
| 15 | 5 tháng 8 năm 2023     | 11.943% (hạng 1)                          | 13.583% (hạng 1)                          |
| 16 | 6 tháng / năm 2023     | 13.789% (hạng 1)                          | 14.534% (hạng 1)                          |
| Trung bình | Trung bình             | 10.205%                                   | 11.008%                                   |
| - Trong bảng trên, số màu xanh dương đại diện cho tỷ lệ phần trăm thấp nhất và số màu đỏ đại diện cho tỷ lệ phần trăm cao nhất. - Loạt phim này được phát sóng trên kênh truyền hình cáp/truyền hình trả phí thường có lượng khán giả tương đối nhỏ hơn so với truyền hình miễn phí/các đài truyền hình công cộng (KBS, SBS, MBC và EBS). |                        |                                           |                                           |

### Giải thưởng và đề cử
| Lễ trao giải                                           | Năm  | Hạng mục                                         | Người được đề cử / Tác phẩm | Kết quả   | Ref.   |
| ------------------------------------------------------ | ---- | ------------------------------------------------ | --------------------------- | --------- | ------ |
| Asia Artist Awards                                     | 2023 | Giải đặc biệt (Daesang) – Diễn viên của năm      | Lee Jun-ho                  | Đoạt giải | [ 25 ] |
| Asia Artist Awards                                     | 2023 | Giải thưởng phổ biến (Diễn viên)                 | Lee Jun-ho                  | Đoạt giải | [ 25 ] |
| APAN Star Awards                                       | 2023 | Nhân vật xuất sắc nhất                           | Lee Jun-ho                  | Đoạt giải | [ 26 ] |
| APAN Star Awards                                       | 2023 | Cặp đôi hoàn hảo nhất                            | Lee Jun-ho và Im Yoon-ah    | Đoạt giải | [ 26 ] |
| APAN Star Awards                                       | 2023 | Giải đặc biệt (Daesang)                          | Lee Jun-ho                  | Đoạt giải | [ 26 ] |
| APAN Star Awards                                       | 2023 | Giải thưởng phổ biến (Diễn viên)                 | Lee Jun-ho                  | Đoạt giải | [ 26 ] |
| APAN Star Awards                                       | 2023 | Giải thưởng phổ biến (Nữ diễn viên)              | Im Yoon-ah                  | Đoạt giải | [ 26 ] |
| Consumer Rights Day KCA Culture & Entertainment Awards | 2023 | Lựa chọn của khán giả – Diễn viên của năm        | Im Yoon-ah                  | Đoạt giải | [ 27 ] |
| Consumer Rights Day KCA Culture & Entertainment Awards | 2023 | Lựa chọn của khán giả – Phim truyền hình của năm | King the Land               | Đoạt giải | [ 27 ] |
| Giải thưởng Fundex                                     | 2023 | Giải đặc biệt (Daesang)                          | Lee Jun-ho                  | Đoạt giải | [ 28 ] |
| Giải thưởng Fundex                                     | 2023 | Nữ diễn viên xuất sắc hàng đầu (Drama)           | Im Yoon-ah                  | Đoạt giải | [ 28 ] |
| Korea Drama Awards                                     | 2023 | Diễn viên phụ xuất sắc nhất                      | Ahn Se-ha                   | Đoạt giải | [ 29 ] |

## Phiên bản làm lại
King the Land gần đây đã có bản chuyển thể phim truyền hình Thổ Nhĩ Kỳ. Nhưng lại không có tin tức nào về việc đài truyền hình nào sẽ phát sóng cũng như ngày phát sóng chưa được công bố.